# كيه إل إم الرحلة 867
كيه إل إم الرحلة 867 هي رحلة طيران هولندية من أمستردام إلي طوكيو عبر أنكوريج (ألاسكا) في 15 ديسمبر 1989 وتحمل علي متنها 231 راكبا و14 من أفراد الطاقم ومن طراز بوينغ 747-400 وبعدما أقلعت من أنكوريج (ألاسكا) أنفجر جبل كليفلاند وأدي أنسداد الرماد البركاني إلي تعطيل المحركات والطائرة بأكملها وقام الطيار ومساعده بهبوط أضطراري ناجح في مطار تيد ستيفنز أنكوراج الدولي ، أنكوريج (ألاسكا) ، الولايات المتحدة